# زينب العدوي
زينب العدوي (مواليد 2 أبريل 1960 بمدينة الجديدة، المغرب) هي قاضية تشغل حاليا منصب الرئيس الأول للمجلس الأعلى للحسابات. عينها الملك محمد السادس في هذا المنصب يوم 22 مارس 2021.

## النشأة والدراسة
ازدادت زينب العدوي يوم 2 أبريل 1960 بمدينة الجديدة. وحصلت على دبلوم الدراسات العليا في العلوم الاقتصادية تخصص الاقتصاد العام من جامعة محمد الخامس بالرباط. كما أنها صاحبة أطروحة دكتوراه الدولة حول موضوع “مجلس الحسابات المغربي: من مراقبة المشروعية إلى مراقبة جودة الأداء، أية فعالية؟“.

## المناصب
حظيت زينب العدوي بالثقة السامية للملك محمد السادس، حيث عينها في منصب والي جهة الغرب -شراردة -بني حسن، عامل إقليم القنيطرة بتاريخ 20 يناير 2014. وهي بذالك أول امرأة تتقلد هذا المنصب في المغرب. كما حظيت زينب العدوي مجددا بالثقة المولوية، حيث عينها الملك واليا على جهة سوس -ماسة، عاملا على عمالة أكادير -إداوتنان بتاريخ 13 أكتوبر 2015، ثم واليا مفتشا عاما للإدارة الترابية في 25 يونيو 2017.
وعينت سنة 2010 عضوا في اللجنة الاستشارية للجهوية، وهي أيضا عضو في المجلس الوطني لحقوق الإنسان منذ 2011 وفي الهيئة العليا للحوار الوطني حول إصلاح منظومة العدالة منذ 2012.
وتولت العدوي سنة 1984 منصب أول قاضية للحسابات، قبل أن تتقلد سنة 2004 منصب رئيسة المجلس الجهوي للحسابات بالرباط.

## التكريمات
لزينب العدوي الكثير من الجوائز والشهادات الوطنية والدولية مثل:
- وسام المكافأة الوطنية من درجة ضابط كبير سنة 2013
- جائزة التميز في سنة 2014 من المنظمة الدولية منتدى المفكرين العالميين (globalthinkers) في صنف الوظيفة العمومية
- جائزة المرأة القيادية الإفريقية “أول أفريكا ليدرشيب فيمينان”، التي تتوج النساء الأفريقيات الرائدات في مجالات اشتغالهن.
- شهادة البرنامج الأمريكي للزوار الدوليين "النساء الرئدات في ميدان الاقتصاد والأعمال"
- شهادة المراقبة المندمجة من مكتب مصالح التدقيق الكندي

## الحياة الشخصية
زينب العدوي متزوجة وأم لولدين. لها ثقافة دينية حيث اطلعت على كتب الفقه في سن مبكرة وألقت سنة 2007 درسا دينيا من سلسلة الدروس الحسنية تحت عنوان “حماية الأموال العامة في الإسلام“.